# Albánia a 2011-es úszó-világbajnokságon
Albánia a 2011-es úszó-világbajnokságon három versenyzővel vett részt.

## Úszás
Férfi
| Versenyző     | Esemény                         | Selejtező | Selejtező | Elődöntő          | Elődöntő          | Döntő             | Döntő             |
| Versenyző     | Esemény                         | Idő       | Helyezés  | Idő               | Helyezés          | Idő               | Helyezés          |
| ------------- | ------------------------------- | --------- | --------- | ----------------- | ----------------- | ----------------- | ----------------- |
| Sidni Hoxha   | Férfi 50 méteres gyorsúszás     | 23.18     | 39        | Nem jutott tovább | Nem jutott tovább | Nem jutott tovább | Nem jutott tovább |
| Sidni Hoxha   | Férfi 100 méteres gyorsúszás    | 51.51     | 48        | Nem jutott tovább | Nem jutott tovább | Nem jutott tovább | Nem jutott tovább |
| Edwin Angjeli | Férfi 200 méteres pillangóúszás | 2:06.68   | 39        | Nem jutott tovább | Nem jutott tovább | Nem jutott tovább | Nem jutott tovább |
| Edwin Angjeli | Férfi 200 méteres vegyesúszás   | 2:10.27   | 44        | Nem jutott tovább | Nem jutott tovább | Nem jutott tovább | Nem jutott tovább |

Női
| Versenyző   | Esemény                       | Selejtező | Selejtező | Elődöntő          | Elődöntő          | Döntő             | Döntő             |
| Versenyző   | Esemény                       | Idő       | Helyezés  | Idő               | Helyezés          | Idő               | Helyezés          |
| ----------- | ----------------------------- | --------- | --------- | ----------------- | ----------------- | ----------------- | ----------------- |
| Noel Borshi | Női 100 méteres pillangóúszás | 1:05.71   | 43        | Nem jutott tovább | Nem jutott tovább | Nem jutott tovább | Nem jutott tovább |
| Noel Borshi | Női 200 méteres pillangóúszás | 2:29.16   | 33        | Nem jutott tovább | Nem jutott tovább | Nem jutott tovább | Nem jutott tovább |